# 国道30号線 (韓国)

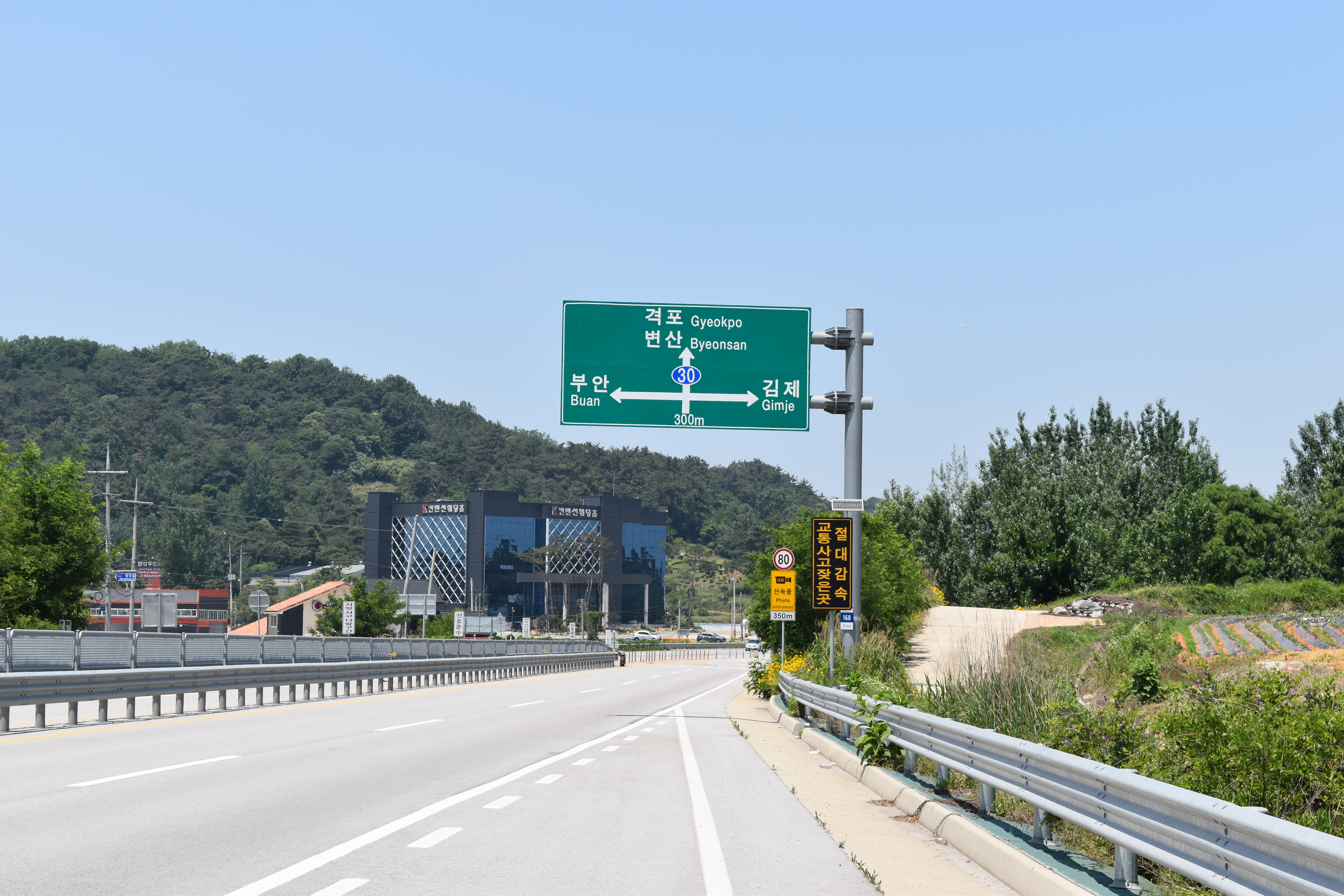
扶安に向かっている国道30号線

国道30号線(國道第三十號扶安大邱線、ハングル: 국도 제30호선)は全北特別自治道扶安郡保安面から同道の井邑市を経て慶尚北道金泉市を経つ大邱広域市西区內唐洞を連結している総延長355.1 kmの距離を持った大韓民国の一般国道である。

## 歴史
- 1981年3月14日 : 国道第30号線辺山~大邱線を新設
- 1986年5月13日 : 終点を既存の慶尚北道大邱市から大邱直轄市を変更

## 通過する自治体
- 全北特別自治道
  - 扶安郡 - 金堤市 - 井邑市 - 任実郡 - 鎮安郡 - 茂朱郡
- 慶尚北道
  - 金泉市 - 星州郡
- 大邱広域市
  - 達城郡 - 達西区 - 西区

## 交差する道路
高速道路
- 西海岸高速道路
- 益山-浦項高速道路
- 湖南高速道路
- 順天-完州高速道路
- 統営-大田高速道路
- 大邱外郭循環高速道路（朝鮮語版）

国道
- 国道1号線
- 国道3号線
- 国道4号線
- 国道5号線
- 国道13号線 (韓国)（朝鮮語版）
- 国道17号線 (韓国)
- 国道19号線 (韓国)（朝鮮語版）
- 国道21号線 (韓国)
- 国道23号線
- 国道26号線
- 国道27号線 (韓国)（朝鮮語版）
- 国道29号線 (韓国)
- 国道33号線 (韓国)
- 国道37号線 (韓国)（朝鮮語版）
- 国道59号線 (韓国)（朝鮮語版）
- 国道77号線